# Polycarpaea rosulans
Polycarpaea rosulans är en nejlikväxtart som först beskrevs av François Gagnepain, och fick sitt nu gällande namn av François Gagnepain. Polycarpaea rosulans ingår i släktet Polycarpaea och familjen nejlikväxter. Inga underarter finns listade i Catalogue of Life.